# Fossil Exhibit Trail
Le Fossil Exhibit Trail est une promenade en planches américaine dans le comté de Jackson, au Dakota du Sud. Protégée au sein du parc national des Badlands, cette boucle d'environ 480 m présente les créatures qui peuplaient autrefois la région. Elle est classée National Recreation Trail depuis 1980.